# Uruguayaans voetbalelftal in 1984
Het Uruguayaans voetbalelftal speelde in totaal zeven interlands in het jaar 1984. Alle duels betroffen vriendschappelijke wedstrijden. Onder leiding van bondscoach Omar Borrás had de ploeg een jaar eerder voor de twaalfde keer in de geschiedenis de Copa América gewonnen. In 1984 kwamen vier spelers in alle zeven duels in actie: Nelson Gutiérrez, Néstor Montelongo, Miguel Bossio en Carlos Alberto Aguilera.

## Balans
| Wedstrijden | Wedstrijden | Wedstrijden | Wedstrijden | Doelpunten | Doelpunten | Doelpunten | Punten |
| Gespeeld    | Winst       | Gelijk      | Verlies     | Voor       | Tegen      | Saldo      | Punten |
| ----------- | ----------- | ----------- | ----------- | ---------- | ---------- | ---------- | ------ |
| 7           | 4           | 2           | 1           | 9          | 3          | +6         | 1.428  |

## Interlands
|                                                    |                                          |       |          |                                                                                            |
| 13 juni Vriendschappelijk № 485 «onderlinge duels» | Uruguay                                  | 2 – 0 | Engeland | Estadio Centenario, Montevideo Toeschouwers: 32.800 Scheidsrechter: Gabriel González (PAR) |
| 13 juni Vriendschappelijk № 485 «onderlinge duels» | Luis Acosta 8' (pen.) Wilmar Cabrera 68' |       |          | Estadio Centenario, Montevideo Toeschouwers: 32.800 Scheidsrechter: Gabriel González (PAR) |

|                                                    |                |       |          |                                                                                          |
| 21 juni Vriendschappelijk № 486 «onderlinge duels» | Brazilië       | 1 – 0 | Uruguay. | Estádio Couto Pereira, Curitiba Toeschouwers: 40.800 Scheidsrechter: Gaston Castro (CHI) |
| 21 juni Vriendschappelijk № 486 «onderlinge duels» | Arturzinho ??' |       |          | Estádio Couto Pereira, Curitiba Toeschouwers: 40.800 Scheidsrechter: Gaston Castro (CHI) |

|                                                    |                   |       |            |                                                                                        |
| 18 juli Vriendschappelijk № 487 «onderlinge duels» | Uruguay           | 1 – 0 | Argentinië | Estadio Centenario, Montevideo Toeschouwers: 32.800 Scheidsrechter: Edison Pérez (PER) |
| 18 juli Vriendschappelijk № 487 «onderlinge duels» | Jorge Barrios 63' |       |            | Estadio Centenario, Montevideo Toeschouwers: 32.800 Scheidsrechter: Edison Pérez (PER) |

|                                                       |            |       |         | |
| 2 augustus Vriendschappelijk № 488 «onderlinge duels» | Argentinië | 0 – 0 | Uruguay | Estadio Monumental, Buenos Aires Toeschouwers: 40.000 Scheidsrechter: Juan Francisco Escobar (PAR) |
| 2 augustus Vriendschappelijk № 488 «onderlinge duels» |            |       |         | Estadio Monumental, Buenos Aires Toeschouwers: 40.000 Scheidsrechter: Juan Francisco Escobar (PAR) |

|                                                         |                                          |       |      |                                                                                               |
| 19 september Vriendschappelijk № 489 «onderlinge duels» | Uruguay                                  | 2 – 0 | Peru | Estadio Centenario, Montevideo Toeschouwers: 10.800 Scheidsrechter: Carlos Rosa Martins (BRA) |
| 19 september Vriendschappelijk № 489 «onderlinge duels» | Carlos Aguilera 7' José Luis Zalazar 90' |       |      | Estadio Centenario, Montevideo Toeschouwers: 10.800 Scheidsrechter: Carlos Rosa Martins (BRA) |

|                                                      |                  |       |                                                             |                                                                               |
| 3 oktober Vriendschappelijk № 490 «onderlinge duels» | Peru             | 1 – 3 | Uruguay                                                     | Estadio Nacional, Lima Toeschouwers: 15.000 Scheidsrechter: Abel Gnecco (ARG) |
| 3 oktober Vriendschappelijk № 490 «onderlinge duels» | Abel Lobaton 55' |       | 4' Jorge Barrios 53' Carlos Aguilera 71' (pen.) Amaro Nadal | Estadio Nacional, Lima Toeschouwers: 15.000 Scheidsrechter: Abel Gnecco (ARG) |

|                                                       |                 |       |                  |                                                                                        |
| 31 oktober Vriendschappelijk № 491 «onderlinge duels» | Uruguay         | 1 – 1 | Mexico           | Estadio Centenario, Montevideo Toeschouwers: 27.800 Scheidsrechter: Jorge Romero (ARG) |
| 31 oktober Vriendschappelijk № 491 «onderlinge duels» | Amaro Nadal 82' |       | 75' Carlos Muñoz | Estadio Centenario, Montevideo Toeschouwers: 27.800 Scheidsrechter: Jorge Romero (ARG) |

## Statistieken
| José Luis Sosa      | 1956-01-01 | Gimnasia y Esgrima     | 5 | 0 | 0 | 5  | 0 |
| Rodolfo Rodríguez   | 1956-01-20 | Santos FC              | 2 | 0 | 0 | 64 | 0 |
| Verdediging         |            |                        |   |   |   |    |   |
| Nelson Gutiérrez    | 1962-04-13 | Peñarol                | 7 | 0 | 0 | 16 | 0 |
| Néstor Montelongo   | 1955-02-20 | Peñarol                | 7 | 0 | 0 | 20 | 0 |
| Eduardo Acevedo     | 1959-09-25 | Defensor Sporting Club | 6 | 0 | 0 | 18 | 1 |
| Daniel Martínez     | 1959-12-21 | Estudiantes La Plata   | 6 | 0 | 0 | 19 | 0 |
| Ricardo Perdomo     | 1960-07-03 | Club Nacional          | 3 | 1 | 0 | 4  | 0 |
| César Vega          | 1959-09-02 | Danubio FC             | 1 | 1 | 0 | 2  | 0 |
| José Batista        | 1962-03-06 | Peñarol                | 1 | 0 | 0 | 1  | 0 |
| Carlos Vasquez      | 1962-03-12 | Club Nacional          | 0 | 1 | 0 | 3  | 0 |
| Middenveld          |            |                        |   |   |   |    |   |
| Miguel Bossio       | 1960-02-10 | Peñarol                | 7 | 0 | 0 | 9  | 0 |
| Jorge Barrios       | 1961-01-24 | Montevideo Wanderers   | 5 | 0 | 2 | 37 | 3 |
| Luis Alberto Acosta | 1952-12-15 | Club América           | 2 | 0 | 1 | 14 | 1 |
| Miguel Caillava     | 1953-11-14 | Peñarol                | 2 | 0 | 0 | 6  | 0 |
| Sergio Santín       | 1956-08-06 | Peñarol                | 2 | 0 | 0 | 3  | 0 |
| Juan Ramón Carrasco | 1956-09-15 | Club Nacional          | 1 | 0 | 0 | 14 | 0 |
| Enzo Francescoli    | 1961-11-12 | CA River Plate         | 1 | 0 | 0 | 9  | 1 |
| Roberto Insúa       | 0000-00-00 | ???                    | 1 | 0 | 0 | 1  | 0 |
| Mario Saralegui     | 1959-04-24 | Peñarol                | 0 | 1 | 0 | 13 | 1 |
| Aanval              |            |                        |   |   |   |    |   |
| Carlos Aguilera     | 1964-09-21 | Club Nacional          | 7 | 0 | 2 | 23 | 7 |
| Rubén Sosa          | 1966-04-25 | Danubio FC             | 4 | 2 | 0 | 6  | 0 |
| Amaro Nadal         | 1958-03-16 | Deportivo Cali         | 4 | 0 | 2 | 8  | 4 |
| Wilmar Cabrera      | 1959-07-31 | Valencia CF            | 2 | 0 | 1 | 15 | 5 |
| José Luis Zalazar   | 1963-10-26 | Peñarol                | 1 | 5 | 1 | 6  | 1 |
| José Villareal      | 0000-00-00 | Central Español        | 0 | 4 | 0 | 4  | 0 |

AUF · A-internationals · Selecties · Bondscoaches · Uruguayaans vrouwenelftal · Olympisch elftal · Uruguay U21 · Uruguay U20 · Uruguay U19 · Uruguay U18 · Uruguay U17
1900 – 1909 ·
1910 – 1919 ·
1920 – 1929 ·
1930 – 1939 ·
1940 – 1949 ·
1950 – 1959 ·
1960 – 1969 ·
1970 – 1979 ·
1980 – 1989 ·
1990 – 1999 ·
2000 – 2009 ·
2010 – 2019 ·
2020 – 2029
WK 1930 · 
WK 1950 · 
WK 1954 · 
WK 1962 · 
WK 1966 · 
WK 1970 ·
WK 1974 · 
WK 1986 · 
WK 1990 · 
WK 2002 · 
WK 2010 · 
WK 2014 · 
WK 2018
OS 1924 · 
OS 1928 ·
OS 2012
1902 · 
1903 · 
1904 · 
1905 · 
1906 · 
1907 · 
1908 · 
1909 ·
1910 · 
1911 · 
1912 · 
1913 · 
1914 · 
1915 · 
1916 · 
1917 · 
1918 · 
1919 ·
1920 · 
1921 · 
1922 · 
1923 · 
1924 · 
1925 · 
1926 · 
1927 · 
1928 · 
1929 ·
1930 · 
1931 · 
1932 · 
1933 · 
1934 · 
1935 · 
1936 · 
1937 · 
1938 · 
1939 ·
1940 · 
1941 · 
1942 · 
1943 · 
1944 · 
1945 · 
1946 · 
1947 · 
1948 · 
1949 ·
1950 · 
1951 · 
1952 · 
1953 · 
1954 · 
1955 · 
1956 · 
1957 · 
1958 · 
1959 ·
1960 · 
1961 · 
1962 · 
1963 · 
1964 · 
1965 · 
1966 · 
1967 · 
1968 · 
1969 ·
1970 · 
1971 · 
1972 · 
1973 · 
1974 · 
1975 · 
1976 · 
1977 · 
1978 · 
1979 ·
1980 · 
1981 · 
1982 · 
1983 · 
1984 · 
1985 · 
1986 · 
1987 · 
1988 · 
1989 ·
1990 ·
1991 · 
1992 · 
1993 · 
1994 · 
1995 · 
1996 · 
1997 · 
1998 · 
1999 · 
2000 · 
2001 · 
2002 · 
2003 · 
2004 · 
2005 · 
2006 · 
2007 · 
2008 · 
2009 · 
2010 · 
2011 · 
2012 · 
2013 · 
2014 · 
2015 · 
2016 ·
2017 ·
2018 ·
2019 ·
2020 ·
2021 ·
2022 ·
2023 ·
2024
Algerije ·
Angola ·
Argentinië ·
Australië ·
België ·
Bolivia ·
Brazilië ·
Bulgarije ·
Canada ·
Chili ·
China ·
Colombia ·
Costa Rica ·
Cuba ·
DDR ·
Denemarken ·
Duitsland ·
Ecuador ·
Egypte ·
Engeland ·
Estland ·
 Finland ·
Frankrijk ·
Georgië ·
Ghana ·
Guatemala ·
Haïti ·
Honduras ·
Hongarije ·
Ierland ·
India ·
Indonesië ·
Irak ·
Iran ·
Israël ·
Italië ·
Ivoorkust ·
Jamaica ·
Japan ·
Joegoslavië ·
Jordanië ·
Libië ·
Luxemburg ·
Maleisië ·
Mexico ·
Marokko ·
Nederland ·
Nicaragua ·
Nieuw-Zeeland ·
Nigeria ·
Noord-Ierland ·
Noorwegen ·
Oekraïne ·
Oezbekistan ·
Oman ·
Oostenrijk ·
Panama ·
Paraguay ·
Peru ·
Polen ·
Portugal ·
Roemenië ·
Rusland ·
Saarland ·
Saoedi-Arabië ·
Schotland ·
Senegal ·
Servië & Montenegro ·
Singapore ·
Slovenië ·
Sovjet-Unie ·
Spanje ·
Tahiti ·
Thailand ·
Trinidad en Tobago · 
Tsjechië ·
Tsjecho-Slowakije ·
Tunesië · 
Turkije ·
Venezuela ·
Verenigde Arabische Emiraten ·
Verenigde Staten ·
Wales ·
Zuid-Afrika ·
Zuid-Korea ·
Zweden ·
Zwitserland
Argentinië (1986) ·
België (1990) ·
Brazilië (1950) · 
Colombia (2014) ·
Costa Rica (2014) ·
Denemarken (1986) ·
Denemarken (2002) ·
Duitsland (2010) ·
Egypte (2018) ·
Engeland (2014) ·
Frankrijk (2002) ·
Frankrijk (2010) ·
Frankrijk (2018) ·
Ghana (2010) ·
Italië (1990) ·
Italië (2014) ·
Mexico (2010) ·
Nederland (1974) ·
Nederland (2010) ·
Portugal (2018) ·
Rusland (2018) ·
Saoedi-Arabië (2018) ·
Schotland (1986) ·
Senegal (2002) ·
Spanje (1990) ·
West-Duitsland (1986) ·
Zuid-Afrika (2010) ·
Zuid-Korea (1990) ·
Zuid-Korea (2010)